# Gleschendorfer Kirche

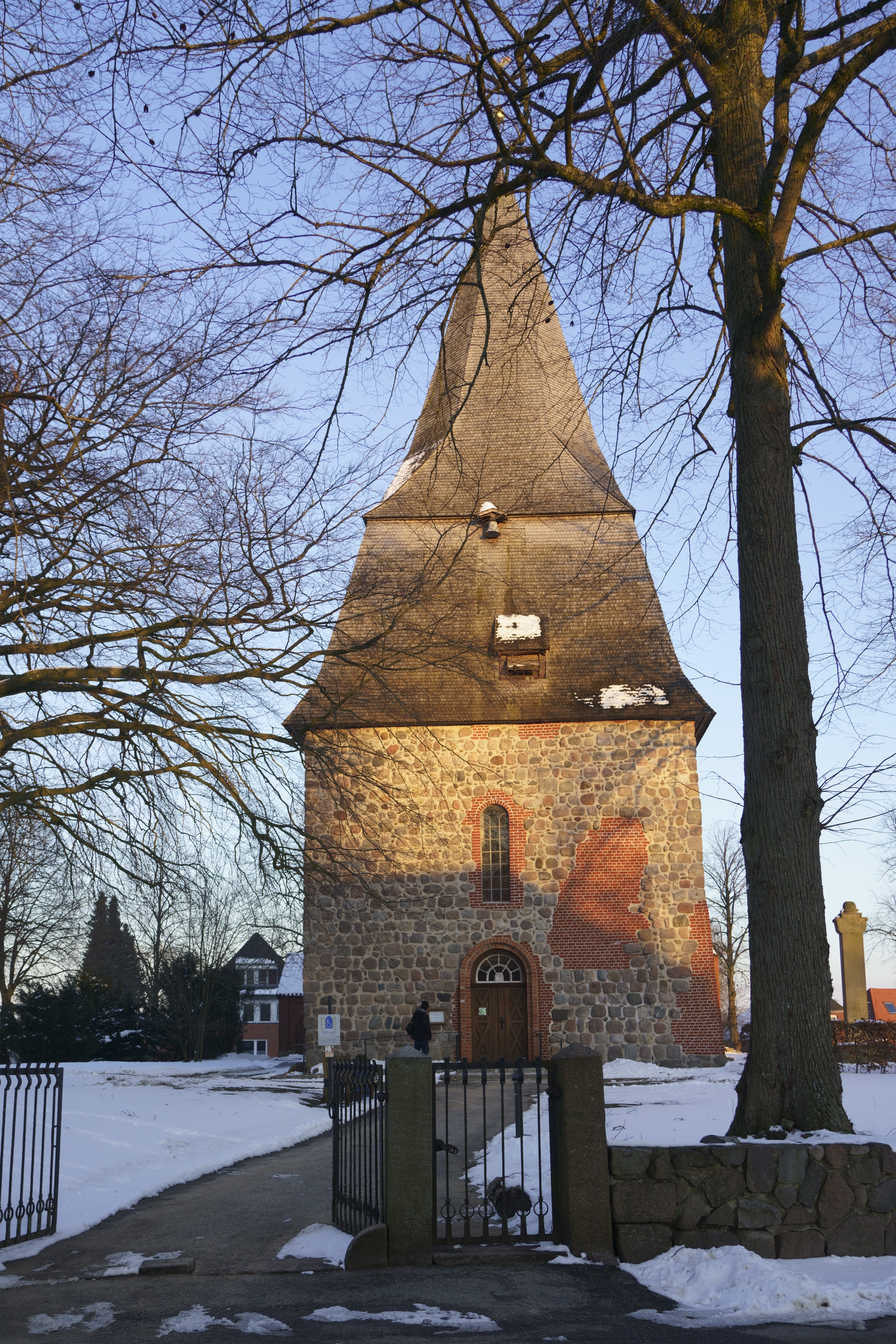
Turm nach der Restauration 2009

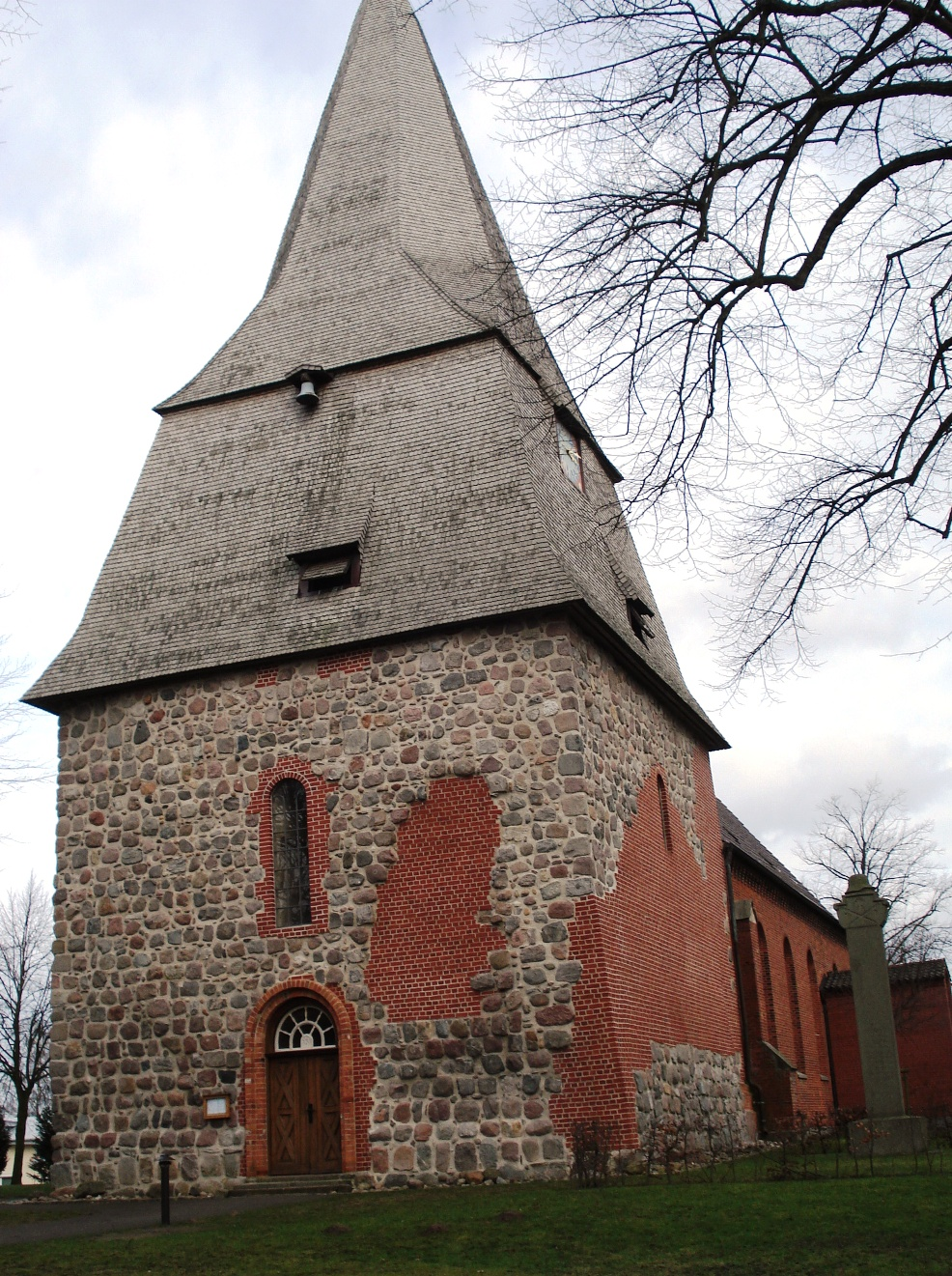
Die Gleschendorfer Feldsteinkirche, Ansicht des Turmes (von Westen)

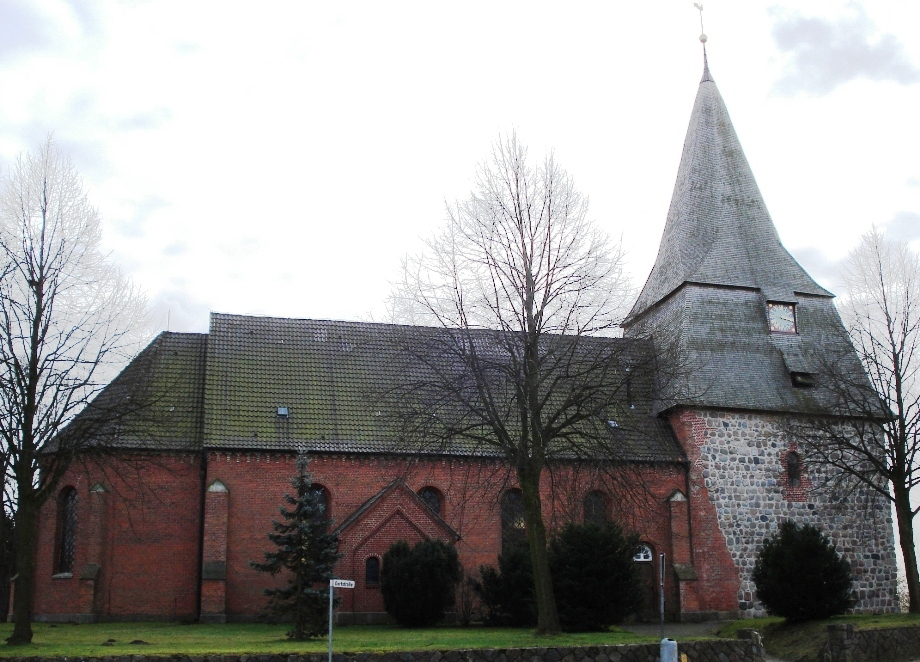
Die Gleschendorfer Feldsteinkirche, Seitenansicht von Norden

Die Gleschendorfer Kirche (auch Gleschendorfer Feldsteinkirche) ist die Kirche des Dorfes Gleschendorf in der Gemeinde Scharbeutz im Kreis Ostholstein in Schleswig-Holstein. Die Kirche, deren ältester Teil der massive Feldsteinturm ist, wurde 1259 erstmals erwähnt. Sie steht in der Ortsmitte auf dem Kirchanger.

## Beschreibung
Die Mauern des wuchtigen, bis 27 m hohen Kirchturms sind bis auf einige Backsteinflächen aus gemauerten Feldsteinen auf einem Feldstein-Fundament errichtet und bis zu 2,75 m dick. Das steile, mit Schindeln gedeckte Dach des Turmes hat im unteren Drittel einen quadratischen Grundriss, der dann in einen oktogonalen Teil übergeht.
Das aus Backsteinen auf einem Fundament aus behauenen Natursteinen errichtete, mit Dachziegeln gedeckte Kirchenschiff mit Apsis stammt aus dem Jahre 1864. Das ursprünglich auch aus Feldsteinen errichtete Kirchenschiff wurde 1863 wegen starker Baufälligkeit abgerissen. An das Kirchenschiff wurden später auf der Nordseite eine Leichenhalle, auf der Südseite eine Sakristei angebaut.
Die Gleschendorfer Feldsteinkirche gehört nicht zu den Vicelinkirchen, die nach dem 1149 zum Bischof von Oldenburg berufenen Vizelin benannt sind. Vielmehr dürfte die Erbauung der Gleschendorfer Kirche auf einige Jahrzehnte später zu datieren sein, als sich die von den Städten her bekannte viereckige Bauweise für Türme durchsetzte (die Vicelinkirchen haben demgegenüber Rundtürme wie in Ratekau). Mit Otto Jarchau ist anzunehmen, dass die Kirche in Gleschendorf um 1200 erbaut wurde.
Ebenfalls anders als bei den Vicelinkirchen wurden in Gleschendorf die Feldsteine nicht wahllos in eine Schalung geschüttert und dann mit Mörtel verschlämmt, sondern sortiert, schichtweise aufgesetzt und die Hohlräume dann mit Segeberger Kalkmörtel gefüllt. In den 1950er Jahren wurde Spritzbeton in Hohlräume des Feldsteinturms gepresst, um das Mauerwerk zu stabilisieren. Dies entsprach damals dem neuesten Kenntnisstand, führte aber in der Folge dazu, dass der Spritzbeton mit dem Mörtel reagierte, dabei sein Volumen vergrößerte und die Feldsteinmauern zu sprengen drohte. Dies machte in den Jahren 1997–2003 eine aufwändige Turmrestaurierung erforderlich.

## Glocken
Das Geläut der Kirche besteht aus drei Glocken, wovon zwei aus dem Jahre 1563 stammen, die dritte ist von 1611. An der vorderen Seite des Turmdaches befindet sich eine kleine Uhrschlagglocke von 1953, an den beiden Seiten befinden sich Turmuhren. An den drei Seiten, die in Richtung des Kirchenschiffes weisen, befinden sich unterhalb der Glocke und der beiden Uhren Schallöffnungen für das Geläut. Im Zweiten Weltkrieg 1944 mussten alle Glocken abgegeben werden und wurden auf den Hamburger Glockenfriedhof gebracht. Die Uhrschlagglocke von 1720 ist nicht erhalten, doch alle drei Läuteglocken blieben erhalten und kamen bald nach Kriegsende unter großer Anteilnahme der Bevölkerung zurück.
| Nr. | Schlagton | Gießer            | Gussjahr | Gewicht (kg) | Durchmesser (cm) | Inschrift und Verzierungen |
| --- | --------- | ----------------- | -------- | ------------ | ---------------- | --- |
| 1   | es1+5     | Matthias Benningk | 1563     | ca. 790      | 115,8            | Die Henkel der Krone bestehen aus bärtigen Mannsköpfen. Um die Schulter herum verläuft ein Fries bestehend aus Engeln und Arabesken. Darunter verläuft die Inschrift: "f ANNO 1563 f MATTIS BENNINCK f ME f FECIT + VERBVM DNI MANET IN ÆTERNUM." |
| 2   | f1+9      | Matthias Benningk | 1563     | ca. 670      | 100,5            | Der Fries um die Schulter herum ist derselbe wie bei Glocke 1. Die Inschrift dieser Glocke lautet: "ANNO 1563 GOET MI MATTIS BENNINCK + DE FRVCHT DES HEREN f IS DER WISHEIT ANFANCK f". |
| 3   | ces2+7    | Reinhold Benningk | 1611     | ca. 220      | 78,9             | Die Henkel der Krone sind wie bei den anderen Glocken ebenfalls mit bärtigen Mannsköpfen geschmückt. Auch an dieser Glocke verläuft ein Fries um die Schulter herum, hier ist es allerdings nur ein schmaler Blattfries. Darunter verlaufen zwei Inschriften untereinander. Die obere lautet: "IOHANNES PAGELSEN PASTOR CASTEN EGGESTEN VND TIES KASKE VORSTENDER DER KERKEN THO GLESKEN". Die untere lautet: "DORP REINHOLD BENNING ME FECIT LVBECA ANNO 1611". Zwischen den Inschriften verlaufen rundherum zwei Reifen. |
| 4   | ?         | ?                 | 1953     | ?            | ?                | Die Inschrift ist von der alten Uhrschlagglocke aus dem Jahr 1720 übernommen und lautet: "ANNO 1720 LAWRENTIUS STRAHLBORN ME FECIT LUBECAE SOLI DEO GLORIA". |

## Inventar

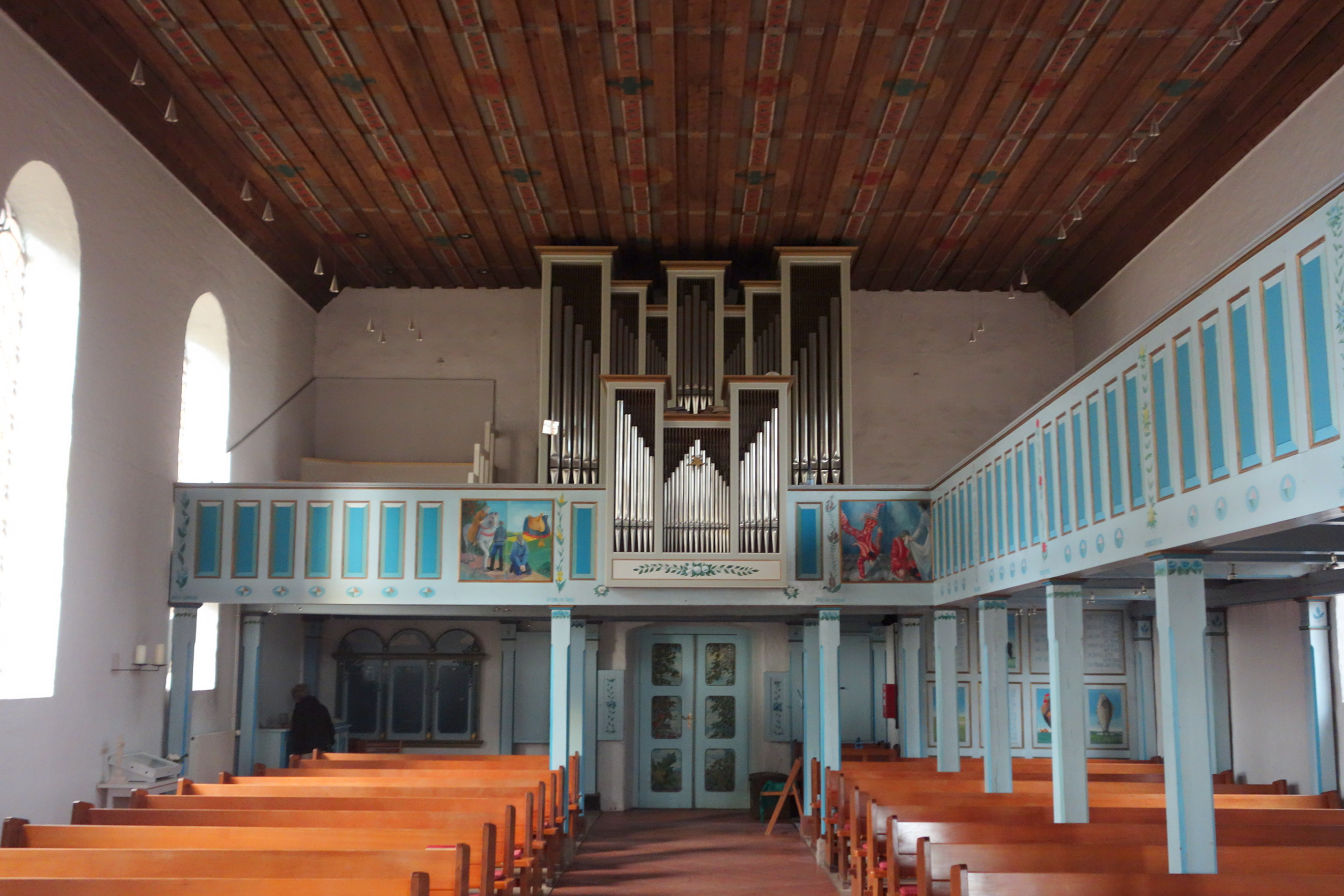
Inneres der Gleschendorfer Kirche mit Blick Richtung Orgel

Aus der alten Kirche stammen die aus gotländischem Kalk gefertigte Taufkuppa mit einer Taufschale aus Messing aus dem 16./17. Jahrhundert (gestohlen 2022), das barocke Kruzifix aus dem 17. Jahrhundert auf dem Altar, welches als Astkreuz ausgebildet ist und ursprünglich goldgefasst war, sowie der Taufengel von 1766.
Das Kircheninnere ist mit farbenfrohen Bildern des Künstlers Dieter Wien aus Süsel geschmückt. Im unteren Bereich der Kirche und auf der Empore zeigen diese Heilpflanzen und Vögel. Auf den beiden Bildtafeln der Emporenbrüstung sind zwei Legenden dargestellt: Das linke Bild zeigt den heiligen Bernhard, der um sein eigenes Reitpferd mit einem Bauern wettet, dass der nicht ein Gebet konzentriert und ohne Ablenkung sprechen könne. Der Bauer fängt dann an, das Vaterunser zu beten – springt aber mittendrin auf und fragt, ob er auch den Sattel dazubekäme. Nun bekommt er gar nichts, da er die Wette verloren hat. Das zweite Bild zeigt einen Harlekin, der traurig darüber ist, dass er die Gebete und Gesänge der Mönche nicht kennt. Um seinem Gott zu dienen, macht er das, was er am besten kann, und führt seine artistischen Fähigkeiten vor. Daraufhin erscheint ihm Jesus und wischt ihm den Schweiß von der Stirn, zum Zeichen, dass seine Anstrengung angenommen ist.

## Orgel
Die erste bekannte Gleschendorfer Orgel stammte aus dem 17. Jahrhundert und wurde 1688 von drei Orgelbauern (Namen unbekannt) um ein zweites Manual („Brustpositiv“) erweitert. Größere Reparaturen fanden 1701, 1711 und 1820 statt. Bei der Reparatur von 1820 baute Orgelbauer Hinrich Schwenke aus Ratzeburg ein Principal aus Zink ein – eine „Weltpremiere“ (R. Jaehn), denn dies ist die erste Verwendung von Zink im Orgelbau überhaupt (zusammen mit der Verwendung von Zink beim Orgelumbau von 1818–20 in Hohenofen bei Neuruppin). Zink war erst seit 1812 industriell herstellbar und dabei eine günstige Alternative zum teuren Zinn, brachte allerdings Schwierigkeiten beim Intonieren der Pfeifen mit sich. Schon 1827 wurde der Zustand der Gleschendorfer Orgel wieder beklagt, so ist von „Rost-, Salpeter- und Wurmfraß“ die Rede. Bei Abbruch und Neubau des Kirchenschiffs 1863/64 entschied man sich daher auch zur Anschaffung einer neuen Orgel, die 1864 von der Firma J. F. Schulzes Söhne aus Paulinzella mit folgender Disposition geliefert wurde:
| I Hauptwerk C–f3 |                |       |
| 1.               | Bordun         | 16′   |
| 2.               | Principal      | 8′    |
| 3.               | Viola di Gamba | 8′    |
| 4.               | Rohrflöte      | 8′    |
| 5.               | Octave         | 4′    |
| 6.               | Mixtur III     | 2 ⁄3′ |

| II Oberwerk C–f3 |            |    |
| 7.               | Gedackt    | 8′ |
| 8.               | Salicional | 8′ |
| 9.               | Flauto     | 4′ |

| Pedal C–d1 |            |     |
| 10.        | Subbaß     | 16′ |
| 11.        | Octavbaß   | 8′  |
| 12.        | Gedacktbaß | 8′  |

- Koppeln: II/I, I/P

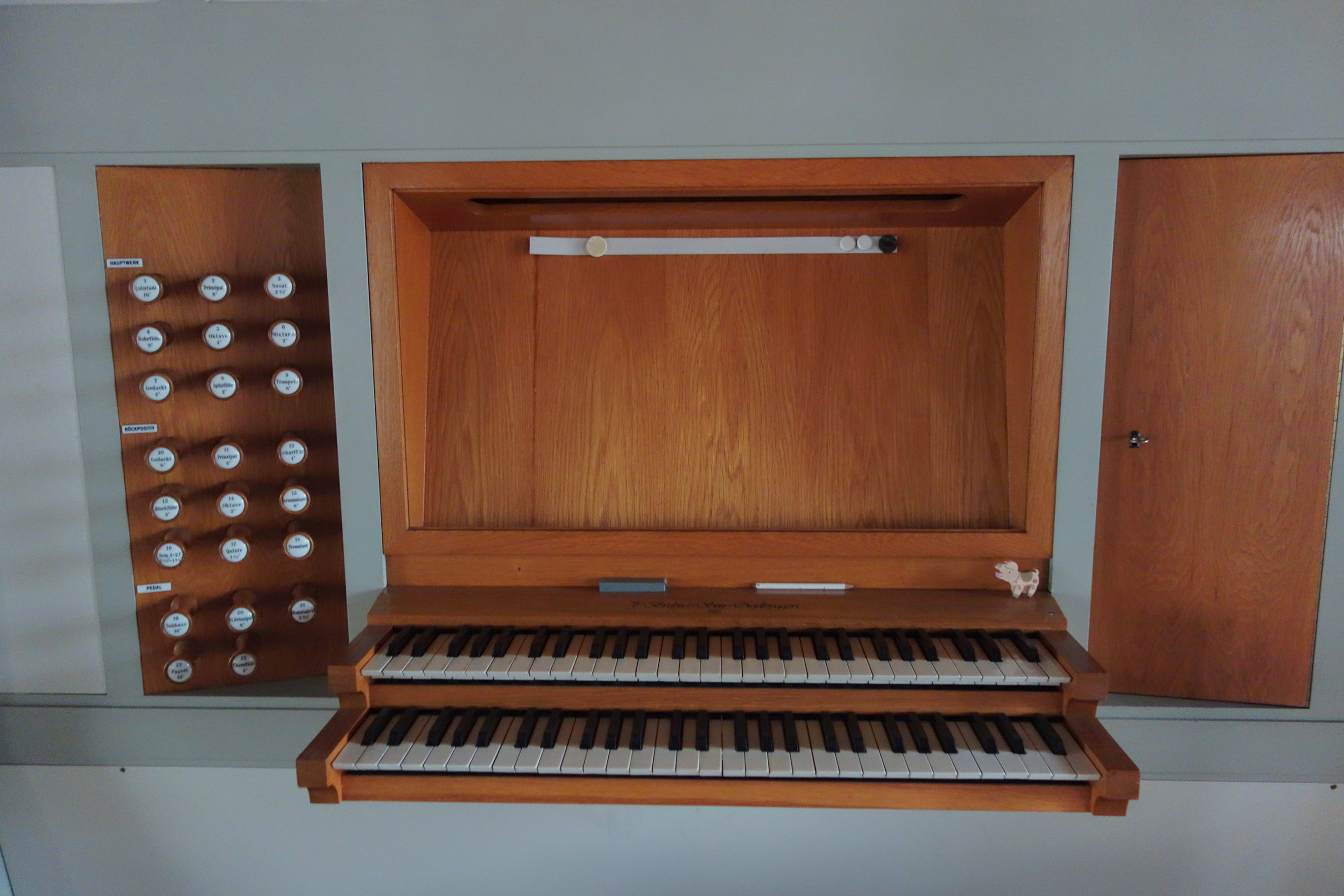
Spieltisch der Bruhn-Orgel. Die Registerzüge befinden sich (unter bewusstem Verzicht auf optische Symmetrie) alle links, da man beim Spielen eher die linke als die rechte Hand zum Registrieren frei hat.

- Traktur: Schleifladen, vollmechanisch

In der Wahl der Firma Schulze zeigte sich auch der Wunsch der Gleschendorfer – die damals zum Fürstentum Lübeck gehörten – sich von Schleswig und Holstein sowie den dort schon lange marktbeherrschenden Orgelbauern Marcussen & Sohn abzugrenzen. Firma Schulze hatte zuvor schon acht andere Orgeln im Nordelbischen Raum erbaut, als größte 1851/54 die Orgel in Lübeck, St. Marien (4 Manuale und Pedal, 80 Register, 1942 verbrannt).

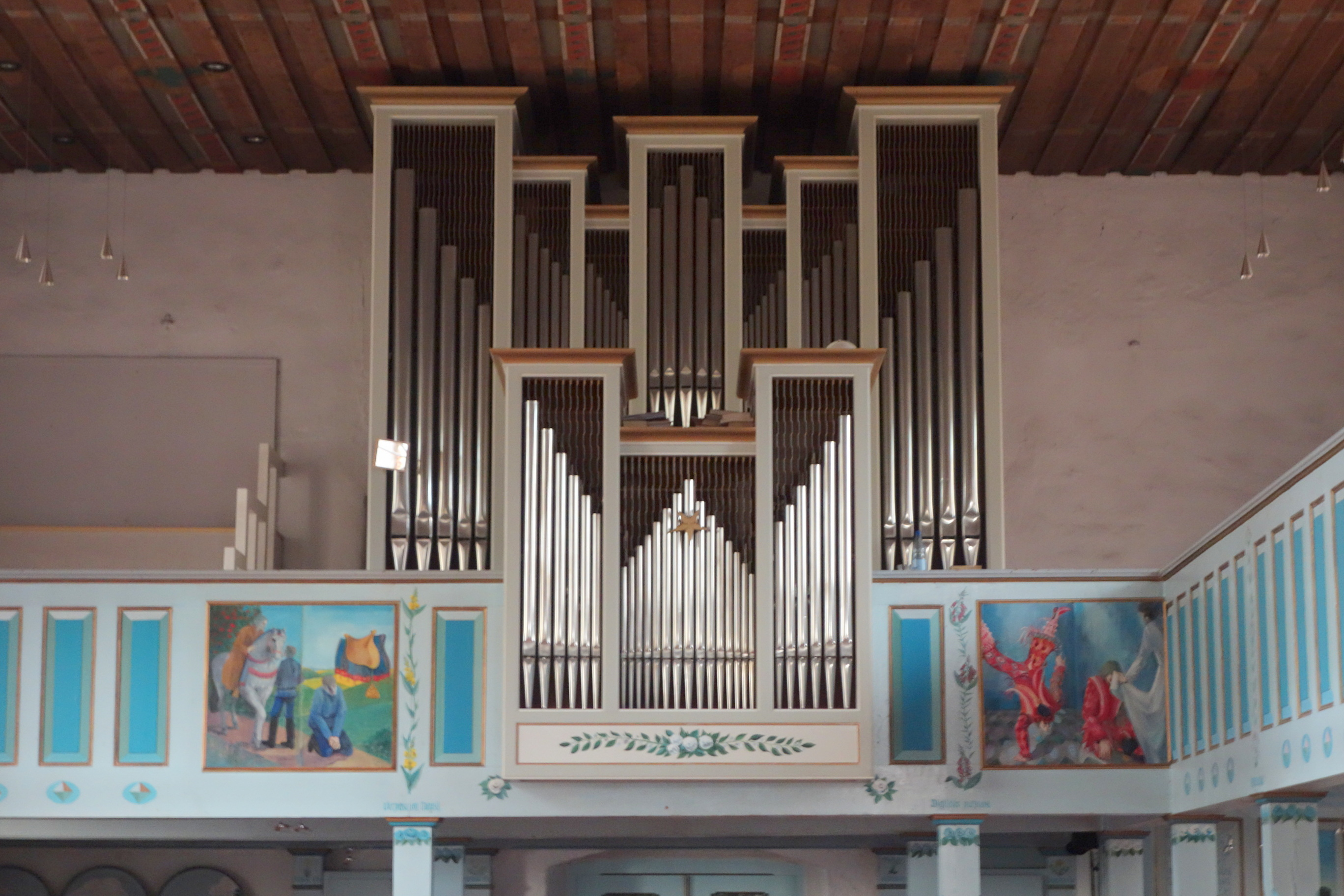
Prospekt der Bruhn-Orgel von 1985

1963 wurde die Gleschendorfer Schulze-Orgel einem unsachgemäßen barockisierenden Umbau durch Firma E. Kemper & Sohn, Lübeck, unterworfen, bei dem obertönige Register auf die romantische Grundsubstanz „draufgesetzt“ wurden (neu im Hauptwerk: Gedackt 4′, Quinte 2 2⁄3′, Waldflöte 2′, Tremulant, dafür Bordun 16′ entfernt; neu im Oberwerk: Prinzipal 2′, Terzglockenton III  4⁄5′, Tremulant; neu im Pedal: Quintade 4′, Rauschpfeife III, dafür Octavbaß 8′ entfernt). Bei den „neuen“ Registern handelte es sich aber vor allem um Altmaterial aus Kempers Lagerbeständen. Zudem wurde die Technik der Orgel durch die Erweiterung verbaut und unübersichtlich. Weiter baute Kemper auch neue Trakturen, aber mit unerprobten und wenig haltbaren modernen Materialien wie Alu-, Papp- und Plastikteilen. So war kaum zwanzig Jahre später die Spielart der Orgel so schwergängig und ungleichmäßig geworden, dass der Kirchenvorstand 1982 den Beschluss zum Orgelneubau fasste. Dem Orgelbauverein gelang es u. a. durch damals völlig neuartige Veranstaltungen wie Weihnachtsmärkten rund um die Gleschendorfer Kirche über 97.000 DM einzunehmen. Von der Schulze-Orgel wurde nur die Rohrflöte 8' in den Orgelneubau der Firma P. Bruhn & Søn, Aarslev-Rødekro, übernommen. Die Disposition der 1985 in den Dienst genommenen neuen Bruhn-Orgel lautet:
| II Hauptwerk C–g3 |            |       |
| 1.                | Quintadena | 16′   |
| 2.                | Prinzipal  | 8′    |
| 3.                | Rohrflöte  | 8′    |
| 4.                | Oktave     | 4′    |
| 5.                | Gedackt    | 4′    |
| 6.                | Nasat      | 2 ⁄3′ |
| 7.                | Spitzflöte | 2′    |
| 8.                | Mixtur IV  | 2′    |
| 9.                | Trompete   | 8′    |

| I Rückpositiv C–g3 |             |        |
| 10.                | Gedackt     | 8′     |
| 11.                | Prinzipal   | 4′     |
| 12.                | Blockflöte  | 4′     |
| 13.                | Quinte      | 2 ⁄3′  |
| 14.                | Terz I-II   | 1 3⁄5′ |
| 15.                | Oktave      | 2′     |
| 16.                | Scharff III | 1′     |
| 17.                | Krummhorn   | 8′     |
|                    | Tremulant   |        |
|                    | Zimbelstern |        |

| Pedal C–f1 |                 |       |
| 18.        | Subbaß          | 16′   |
| 19.        | Flötenprinzipal | 8′    |
| 20.        | Choralflöte     | 4′    |
| 21.        | Hintersatz IV   | 2 ⁄3′ |
| 22.        | Fagott          | 16′   |

- Koppeln: II/I, I/P, II/P
- Traktur: Schleifladen, vollmechanisch

## Bekannte Pfarrer
- Christian August Müller, 1760–1796 Pfarrer in Gleschendorf; er war verheiratet mit Dorothea Christine Claudius (1744–1766), einer Schwester des Dichters Matthias Claudius. Sie starb 1766 nur 22-jährig wenige Wochen nach ihrer letzten Entbindung und ließ ihren Mann mit vier kleinen Kindern zurück. Christian August Müller heiratete nicht wieder und ließ die Kinder von seinen beiden Schwestern aufziehen. Mit Blick auf den Tod seiner Schwester dichtete Matthias Claudius sein Gedicht „Der Säemann säet den Samen“.[14]